# Réal Rancourt
Pour les articles homonymes, voir Rancourt.
Réal Rancourt, né le 7 mai 1929 à Lennoxville, est un agriculteur, administrateur et homme politique québécois. Il est député à l'Assemblée nationale du Québec de la circonscription de Saint-François de 1976 à 1985, sous la bannière du Parti québécois.

## Biographie
Né le 7 mai 1929 à Lennoxville, Réal Rancourt est le fils de Louis-Ernest Rancourt, agriculteur, et d'Imelda Bibeau. Il suit un cours en technique agricole à Sherbrooke. Il est agriculteur dans le canton d’Ascot, puis administrateur de la Caisse populaire de Lennoxville de 1958 à 1965. Il est également membre de l'Union des producteurs agricoles.
De 1961 à 1973, puis de novembre 1974 à novembre 1975, il est conseiller municipal du canton d'Ascot. Il est également maire de cette municipalité de novembre 1975 à février 1977. En 1968, il se rallie au Mouvement souveraineté-association. Il se présente comme candidat du Parti québécois dans la circonscription de Saint-François en 1976, où il est élu député à l'Assemblée nationale du Québec. Il exerce alors les fonctions d’adjoint parlementaire au ministre de l'Agriculture de décembre 1976 à mars 1981. Il est réélu en 1981 et occupe le poste de vice-président de l'Assemblée nationale de mai 1981 à décembre 1985. Il est défait en 1985 et en 1989.
Après sa carrière politique, il redevient agriculteur. Il occupe également le poste de directeur du développement en biotechnologie à la Corporation de développement économique de Bromont. Il est membre du conseil d'administration de Coritas et président de la Maison Maurice-Delorme.